# (8328) Uyttenhove
(8328) Uyttenhove est un astéroïde de la ceinture principale.

## Description
(8328) Uyttenhove est un astéroïde de la ceinture principale. Il fut découvert le 23 août 1981 à La Silla par Henri Debehogne. Il présente une orbite caractérisée par un demi-grand axe de 2,29 UA, une excentricité de 0,11 et une inclinaison de 5,5° par rapport à l'écliptique.

## Compléments